# Ще бъдете като богове
„Ще бъдете като богове: Радикално тълкуване на Стария завет и неговата традиция“ (на английски: You Shall Be as Gods: a radical interpretation of the Old Testament and its tradition) е книга от 1966 г. на немския психоаналитик Ерих Фром. На български език е издадена за първи път през 2005 г. от издателство „Захарий Стоянов“.